# Euplectus longicollis
Euplectus longicollis är en skalbaggsart som beskrevs av Thomas Casey 1884. Euplectus longicollis ingår i släktet Euplectus och familjen kortvingar. Inga underarter finns listade i Catalogue of Life.